# Estación de Porriño
Estación de Porriño vasútállomás Spanyolországban, O Porriño településen.

## Vasútvonalak
Az állomást az alábbi vasútvonalak érintik:
- Monforte de Lemos–Redondela-vasútvonal

## Kapcsolódó állomások
A vasútállomáshoz az alábbi állomások vannak a legközelebb:
- Estación de Tuy
- Estación de Guillarey
- Estación de Louredo-Valos